# 金谷站 (釜山廣域市)
金谷站（：／ Geumgok yeok */?）是釜山地鐵2號線沿線的一座高架車站，位於韓國釜山廣域市北區金谷洞。

## 車站結構
站體為2面2線側式月台的高架車站，候車月台設有月台幕門，並有6處出口。
本站無法通過車站川堂轉乘對向列車。

### 月台配置
| 東院 ↑ |
| \| 上  |
| ↓ 湖浦 |

| 月台 | 路線               | 目的地                                   |
| ---- | ------------------ | ---------------------------------------- |
| 上行 | ●釜山都市铁道2号线 | 沙上、德川、西面、大淵、金蓮山、萇山方向 |
| 下行 | ●釜山都市铁道2号线 | 湖浦、釜山大學梁山分校、南梁山、梁山方向 |

## 歷史
- 1999年6月30日：落成啟用。

## 車站周邊
- 金谷花卉博物館
- 畜產品衛生檢測所
- 釜山市交通研習所
- 釜山市人力開發院
- 釜山婦女家族開發院
- 釜山市消防學校
- 金谷119消防安全中心

## 圖片

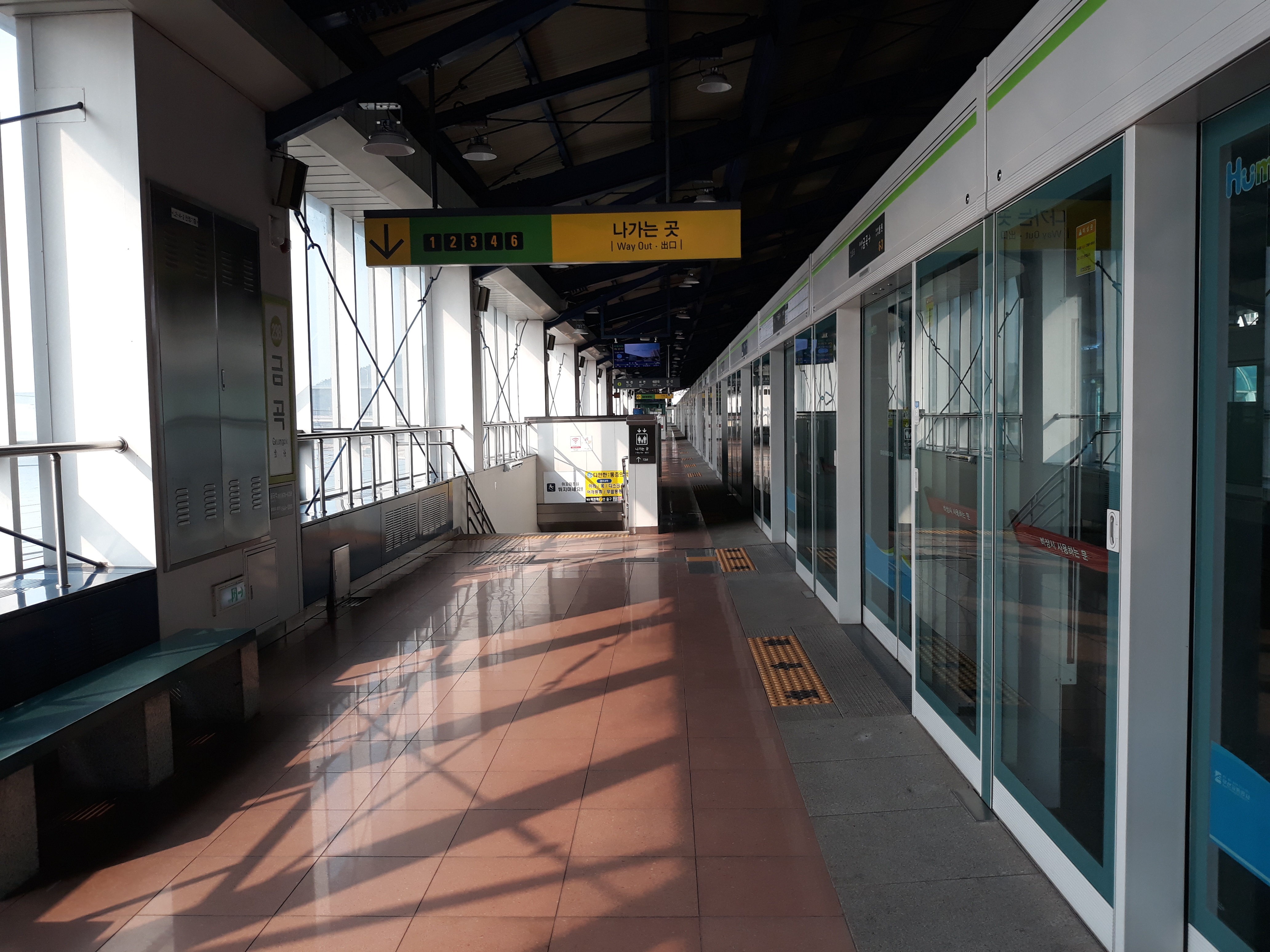
候車月台
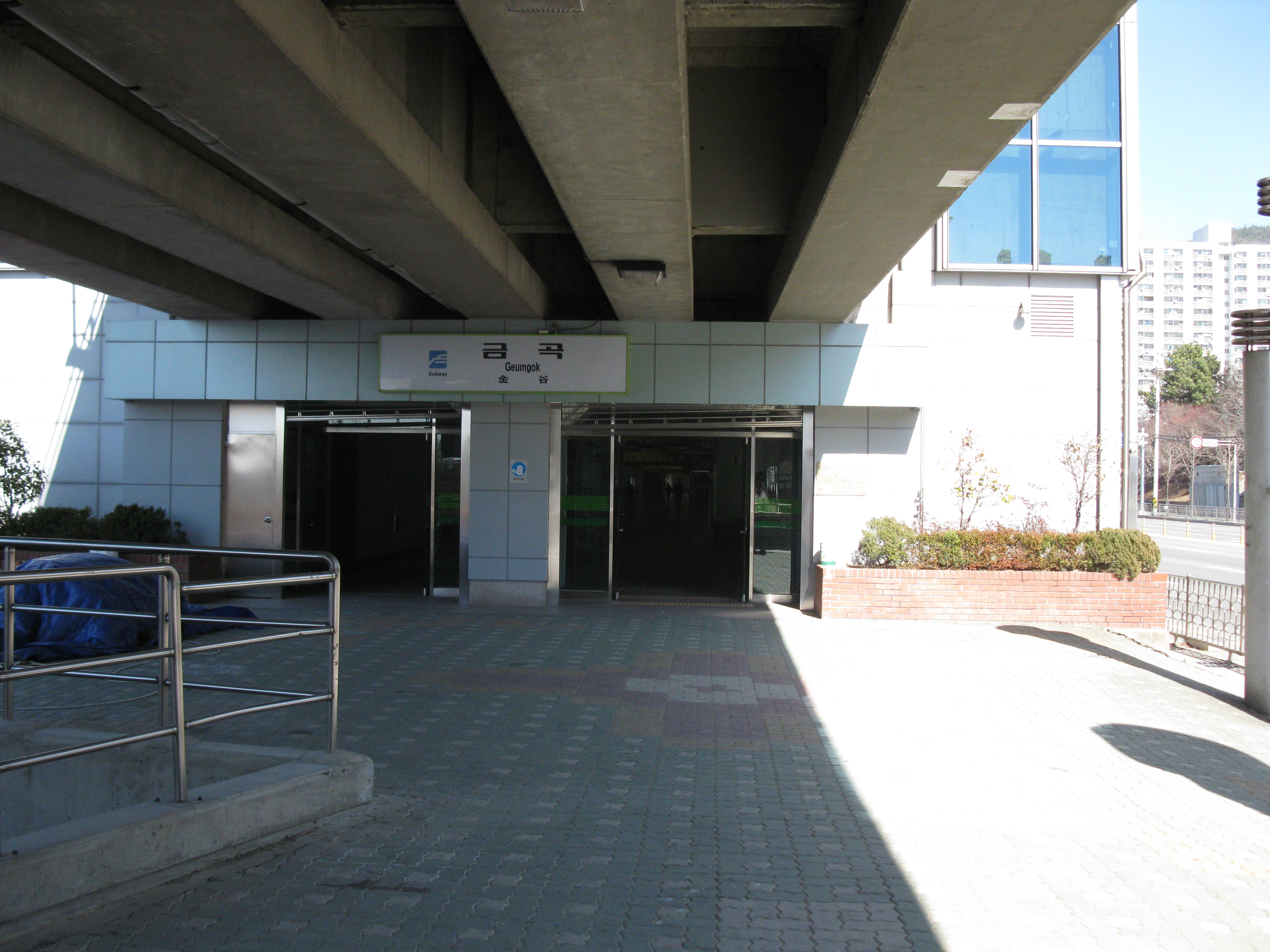
4號出口

## 相鄰車站
釜山交通公社
●釜山都市铁道2号线
東院（237）－金谷（238）－湖浦（239）